# Le Parfait Pêcheur à la ligne
Le Parfait Pêcheur à la ligne (titre original en anglais : The Compleat Angler, or the Contemplative Man’s Recreation) est un traité écrit par l’auteur anglais Izaac Walton et publié en 1653, puis complété par Charles Cotton en 1676 (dans les Instructions pour la pêche de la truite ou de l'ombre en eau claire). L’œuvre aborde le thème de la pêche à la ligne sous la forme d’un dialogue entre plusieurs personnages, et se présente comme une succession de conseils ou d’astuces visant à assurer au lecteur la meilleure pêche possible. Les premières éditions ne reprenaient que les 12 mouches déjà décrites par Juliana Berners deux siècles auparavant, mais la cinquième édition écrite en collaboration avec Charles Cotton livre 65 montages différents et marque le début d'une approche entomologiste moderne de la pêche à la mouche. 
Le dialogue, qui a lieu au bord de la Lea près de Londres, oppose au départ Piscator, Auceps et Venator, prenant respectivement le parti de la pêche, de la fauconnerie et de la chasse. La confrontation verbale tourne rapidement au bénéfice du pêcheur, qui parvient à réduire le fauconnier au silence et même à convaincre le chasseur de se mettre à la pêche. 
Au-delà des multiples conseils touchant les rivières les plus poissonneuses, les qualités respectives des mouches artificielles ou les différentes espèces de poissons, l’ouvrage est avant tout resté célèbre en raison de son atmosphère très particulière, faite de sérénité et de communion spirituelle avec la nature. C'est cette approche particulière et élitiste qui associe réflexion philosophique, religiosité, sentiment d'appartenace à la Nature et environnementalisme que l'on retrouve encore aujourd'hui chez les pratiquants de la pêche sportive à la mouche. Cet état d'esprit institué par Izaac Walton se retrouve par exemple dans le film Et au milieu coule une rivière.
 
Le traité offre par ailleurs un fort aspect religieux de par ses multiples références à la divine Providence, et constitue un excellent portrait de l’Angleterre rurale de l’époque pour les historiens.